# メイソン郡区 (アイオワ州セロゴード郡)
メイソン郡区は、アメリカ合衆国、アイオワ州、セロゴード郡にある16の郡区の一つである。2000年の国勢調査で、人口は464人だった。

## 地理
メイソン郡区は、47平方キロメートル（18.1平方マイル)で、組み込まれた自治体(incorporated settlements)はない。
この郡区は、郡内で最も小さい郡区です。
郡庁所在地のen:Mason_City,_Iowaと北で隣接する。
郡区の非常に小さな飛び地は、実際に北東en:Mason_City,_Iowaの北東にある。